# 2648 Owa
2648 Owa è un asteroide della fascia principale. Scoperto nel 1980, presenta un'orbita caratterizzata da un semiasse maggiore pari a 2,2498641 UA e da un'eccentricità di 0,1742285, inclinata di 4,79901° rispetto all'eclittica.